# 單九良
單九良（1964年5月4日—），中国企业家，泛亚有色金属交易所主席，依靠投資實業、大宗商品交易及金融領域致富，而位於中國昆明的泛亞有色金屬交易所，則是中國重要的有色金屬交易平台。泛亞允許投資者交易14種有色金屬，也讓人們得以從網上散戶處借錢，只要20%的押金。2015年7月中開始，泛亞無法償付投資者的本金及其保證過的13.7%年化收益，之後還暫停了交易。據泛亞統計(至2015年12月)，全國超過8萬名投資者總計大約360億人民幣还没有收回。同年8月末，一群投資者將單九良從上海一座五星級大酒店內綁出來，後被押送至一個地方派出所。經過幾個小時的協商，單九良承諾會回昆明想辦法解決。。12月17日，由单九良控制的意马国际(Imagi International Holdings Limited)在一份提交给港交所的文件中表示，该公司最近与单九良“未能取得联系”。该公司表示，单九良于今年10月15日出席了董事会会议，但没有出席12月11日的会议，现在已经联系不上。据推测他已被有关部门拘留，而不滿損失的投资者一直在中国各地围堵单九良。
2016年2月5日，昆明市人民政府发布消息，单九良因涉嫌非法吸收公众存款犯罪已被昆明市人民检察院批准逮捕。2019年3月22日，云南省昆明市中级人民法院一审宣判，对被告人单九良以非法吸收公众存款罪、职务侵占罪判处有期徒刑18年，并处没收个人财产人民币5000万元，罚金人民币50万元。
除此之外，單九良实际控制的上海盛富亦参股乔家大院旅游开发公司，后者作为乔家大院新的经营方。